# Řemdih

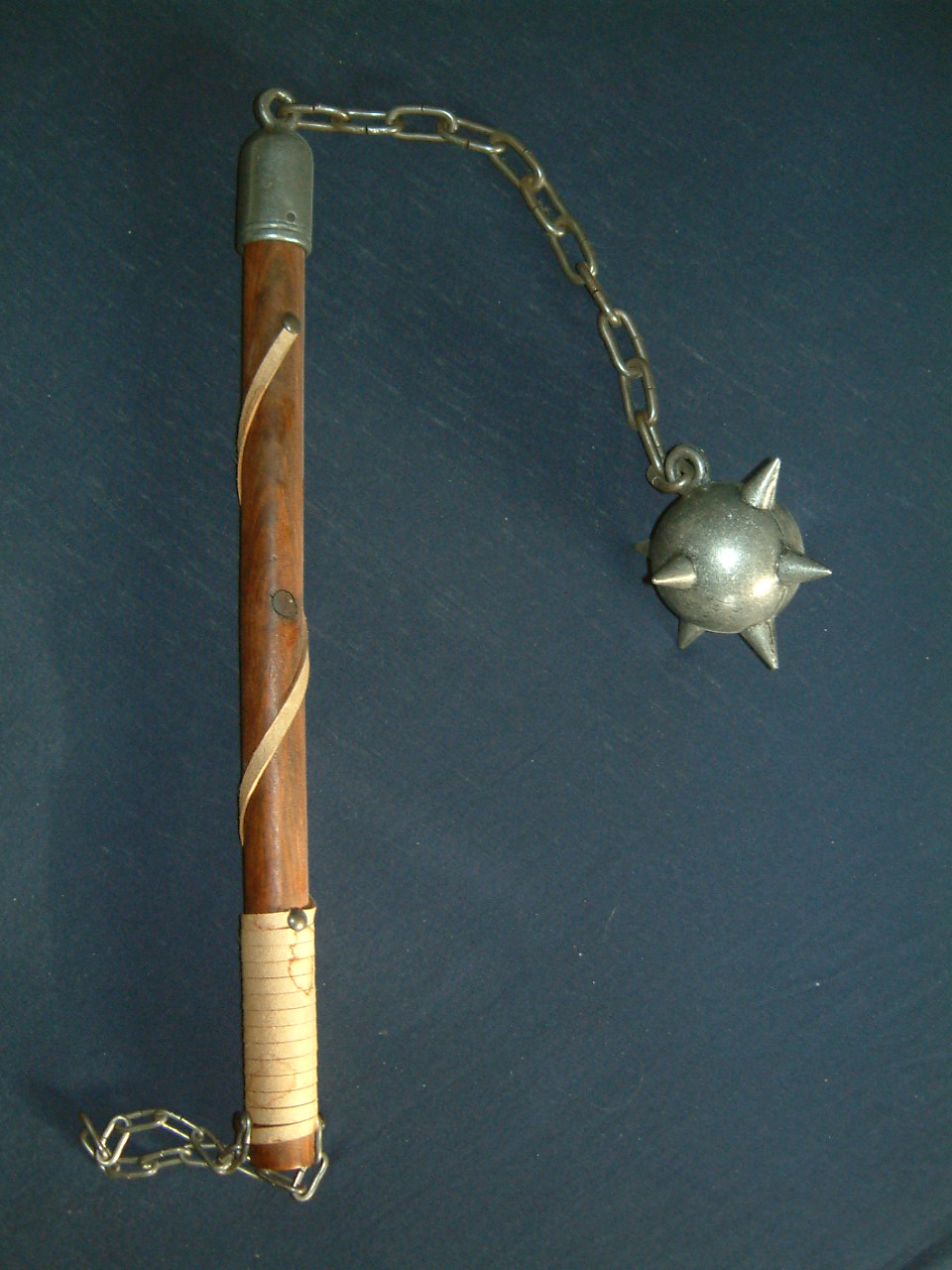
Klasický řemdih

Řemdih (též smržovka ) je středověká zbraň (používána hlavně v 13. až 15. století), proslavena v Čechách zejména husity. Obvykle má řemdih údernou část (nejčastěji ve formě ostnaté kovové koule, kterých může být i několik) připevněnou k násadě až 1 metr dlouhým řetězem. Existují ale různé varianty. Jako řemdih je často chybně nazýván kropáč nebo okovaný cep.
Jako úderné hlavice se často používaly i ostré železné hranoly nebo jiné těžké části železa, které měl kovář po ruce.

## Původ
Nejstarší nalezené exempláře zbraně pochází z 10. století z území Kyjevské Rusi. Ve středověké Západní Evropě byl tento typ zbraně zřejmě naprosto okrajovou, jelikož na rozdíl od jiných typů zbraní není tato zbraň dostatečně archeologicky doložena. 

## Vjiných jazycích
Angličtina nerozlišuje okovaný cep od řemdihu a nazývá je oba flail. V Polsku a východní Evropě se tato zbraň označuje jako kiścień či kistěň, ale i v tomto případě je obtížné až nemožné rozlišit mezi řemdihem a okovaným cepem. V Osmanské říši byl řemdih znám jako gurz, na rozdíl od evropských typů však měl kouli většinou hladkou, bez bodců.

## Použití vboji

### Výhody
- Na rozdíl od meče nebo palcátu se síla nárazu nepřenáší do rukojeti.
- Je obtížné ho blokovat štítem.
- Pokud je v pohybu, poskytuje svému nositeli určitou ochranu.

### Nevýhody
- Potřebuje místo k rozmáchnutí.
- Větší pravděpodobnost zasažení sebe nebo spolubojovníků.
- Obtížnější ovládání než u pevných zbraní.